# Trebata
Trebata (fl. XXI secolo a.C.) è il leggendario fondatore della città di Treviri (Germania).
Secondo la leggenda, Trebata era figlio di Ninus, Re di Assiria e di una regina  caldea.
Ebbe come matrigna la regina Semiramide. Costei lo costrinse a lasciare il regno assiro. Trebata fuggì con il suo seguito in Europa e verso l'anno 2000 a.C. avrebbe fondato sulle rive della Mosella la città di Treviri. Questa saga del fondatore eponimo di Treviri fu riportata per la prima volta nel 1105 nelle cronache delle Gesta Treverorum.
Si credette di riconoscere la sua tomba nel cosiddetto Franzensknüppchen di Petrisberg, in Treviri. Nel tardo medioevo altre città vantarono le loro origini facendole risalire a Trebata. (ad es.: Strasburgo)
A Treviri la "fontana di Trebata" ricorda oggi la saga e una scritta in latino sulla Casa Rossa della piazza del Mercato vi si riferisce:

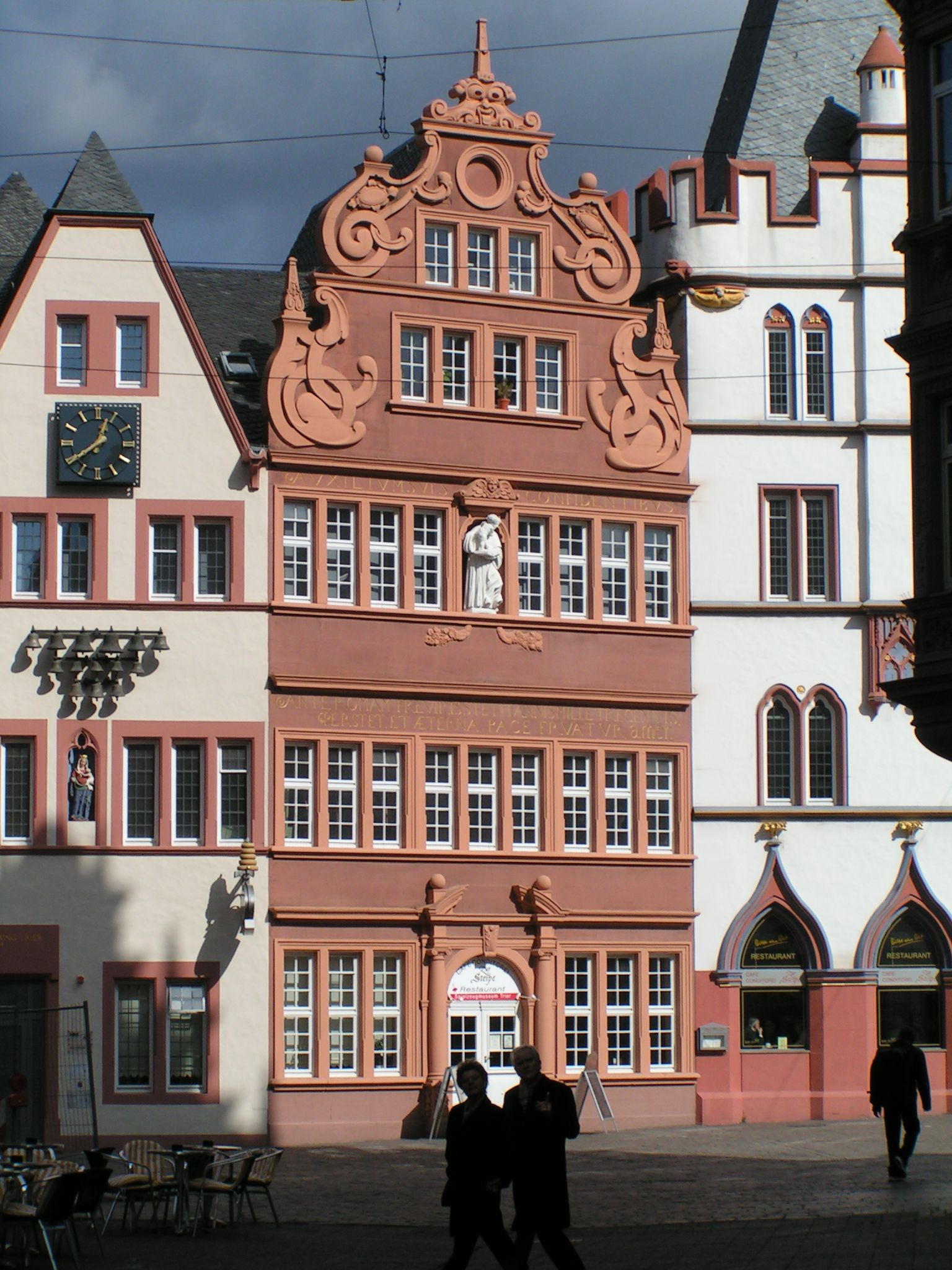
La Casa Rossa con la scritta